# Вулиця Левченка (Київ)
Вулиця Ле́вченка — зникла вулиця, що існувала в Подільському районі міста Києва, місцевість Пріорка. Пролягала від проспекту Європейського Союзу до Маломостицької вулиці.
Прилучався провулок Левченка.

## Історія
Вулиця виникла у 2-й половині XIX століття під назвою Жеребіївська. Назву вулиця Левченка, на честь льотчика, штурмана Віктора Левченка, ймовірно, набула в другій половині 1940-х — першій половині 1950-х років. Скоріш за все, назву отримала від провулка Левченка, що розташований поруч (про офіційне рішення про перейменування вулиці невідомо). У довідниках «Вулиці Києва» 1958 року та «Их именами названы улицы Киева» 1967 року зазначена під назвою вулиця Братів Левченків.
Ліквідована у зв'язку зі зміною забудови в 1-й половині 1980-х років.